# Frederick Stewart (4e marquis de Londonderry)
Pour les autres membres de la famille, voir Famille Stewart (Irlande).
Frederick William Robert Stewart (7 juillet 1805 – 25 novembre 1872), 4e marquis de Londonderry, est un homme politique irlandais, membre du parlement du Royaume-Uni.

## Biographie
Fils aîné de Charles Stewart et de sa première épouse Lady Catherine Bligh (fille du 3e comte de Darnley), Frederick n'a que sept ans quand il perd sa mère. Alors que son père sert dans l'armée d'outre-mer, Frederick est pris en charge par son oncle et sa tante, lord et lady Castlereagh, avant d'aller étudier à Eton en 1814. Il y reste de 1814 à 1820. 
Frederick est titré vicomte Castlereagh en 1822 jusqu'à ce que, en 1854, il succède à son père et devienne le quatrième marquis de Londonderry. De 1826 à 1852, il est membre du Parlement pour le comté de Down ; de 1828 à 1830, une lord de l'Amirauté ; en 1834 et 1835, vice-chambellan de la maison. Le 23 février 1835, il a été nommé membre du Conseil privé.
Surnommé « Young Rapid », il est un compagnon charmant, très populaire avec toutes les classes de la société et toujours plein de plaisanteries et de bonne humeur. Membre du cercle littéraire de Lady Blessington, c'est dans sa maison de Seamore Place à Mayfair qu'il rencontre le politique Benjamin Disraeli, avec qui il se lie d'amitié.
En juin 1838, il reçoit une balle dans le poignet dans un duel à Wormwood Scrubs contre Gérard de Melcy, mari d'une célèbre cantatrice d'opéra, Giulia Grisi, à qui, sans avoir reçu aucun encouragement, Frédéric avait adressé une lettre d'amour découverte par l'époux. 
De ses amours avec Giulia Grisi naît à Londres en novembre de la même année George Frederick Ormsby (1838 - 1901). Comme Lord Castlereigh n'avait pas d' enfant par sa femme, George Frederick a été élevé par son père. Quand la relation entre Giulia et Castlereagh prit fin, il a conduit son fils auprès de sa mère pour la voir quand elle était en Angleterre.
Quatre ans plus tard, Frederick échappe une nouvelle fois à la mort quand un bateau sur lequel il est en voyage sur le Nil s'échoue sur un banc de sable et chavire, et il n'est alors sauvé de la noyade que par l'action rapide de son compagnon, le Dr Tardrew, qui lui jette une corde et le remonte en sécurité à travers la fenêtre de la cabine arrière alors que le bateau est pratiquement plein d'eau.
De 1845 à 1864, il est Lord Lieutenant de Down. À l'ambassade britannique à Paris, le 2 mai 1846, il épouse Elizabeth Frances Charlotte, veuve du vicomte Powerscourt et fille du comte de Roden. En 1855, sa femme, largement influencée par les cardinaux Wiseman, Manning et Newman, se convertit au catholicisme. 
Frédéric était un pêcheur de saumon et chasseur de cerfs, à une époque où ces sports commencent à peine à venir à la mode.
Des troubles mentaux de Frederick Steward se manifestent vers le milieu de 1862. Un certificat médical attestant de ses troubles d'esprit, il a été transféré à White Rock Villa à Hastings. Après une longue réclusion à la suite de cette maladie mentale, il meurt sans enfant légitime en 1872. Son demi-frère le 2e comte Vane lui succède comme marquis de Londonderry. Sa veuve décède le 2 septembre 1884, et elle est enterrée avec lui à Newtownards.
Il était membre de l'Ordre de Saint-Patrick.